# Toyota Rush

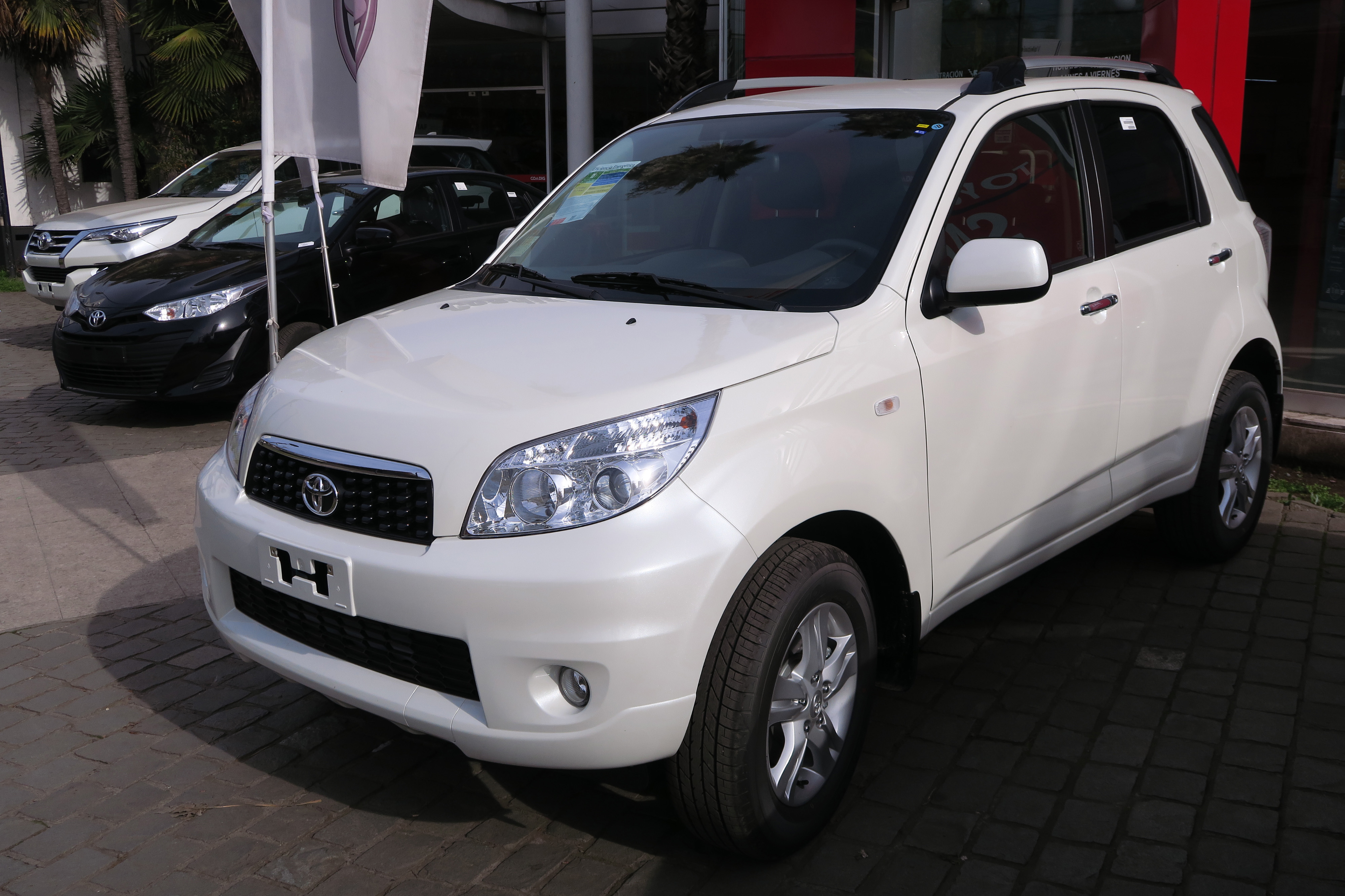
Toyota Rush (1-е поколение) 2006—настоящее время (еще в производстве)

Toyota Rush — 5-дверный мини-SUV, поступивший в продажу на внутренний рынок Японии в январе 2006 года. Это совместный проект с дочерней компанией Daihatsu (компании Toyota принадлежит там 51 % акций). Именно поэтому на внутренний японский рынок данная модель поступила сразу одновременно под двумя разными брендами — Toyota Rush и Daihatsu BeGo. Эти автомобили отличаются только эмблемами (шильдиками) и продаются как в демонстрационных залах компании Toyota, так и в демонстрационных залах компании Daihatsu.
По сути данный автомобиль сменил второе поколение Toyota RAV4, так как в том же 2006 году появилось третье поколение Toyota RAV4, которое стало намного крупнее второго. И фактически Toyota Rush (Daihatsu BeGo) занял рыночную нишу Toyota RAV4.

## Первое поколение
Машина оснащена 1,5-литровым двигателем нового поколения 3SZ-VE, разработанным изначально специалистами компании Daihatsu. Данный двигатель так же устанавливается и на некоторые другие модели этих обеих фирм — Daihatsu Coo, Daihatsu Boon, Daihatsu Mira, Toyota Vitz (с 2005 года), Toyota bB и некоторые другие.
При этом, непосредственно в Toyota Rush (Daihatsu BeGo) этот двигатель располагается продольно (а не поперечно, как во всех других многочисленных автомобилях где эта модель двигателя так же используется).
Двигатель: 3SZ-VE 1,5-литровый 4-цилиндровый с рядным расположением цилиндров, двумя распределительными валами и 16-клапанным механизмом газораспределения, развиваемая мощность 109 л. с. при 6000 об./мин., наибольший крутящий момент — 14,4 кг/м при 4400 об./мин.
В Европе, Южной Америке и на Ближнем Востоке Toyota Rush (Daihatsu BeGo) продаётся под именем Daihatsu Terios II. При этом в других странах (в отличие от внутреннего японского рынка) так же доступен данный автомобиль с двигателями 1,3 и 1,5 литра.
В России с этим автомобилем наблюдается уникальная ситуация (на сегодняшний день). Так как марка Daihatsu официально в России не продаётся и отсутствует реклама, то данный автомобиль под маркой Daihatsu Terios в очень небольших объёмах ввозится в Россию «серыми дилерами» (как правило из Арабских Эмиратов и Турции). Подавляющее же количество Toyota Rush (Daihatsu BeGo) в России — это именно праворульные автомобили, ввезённые подержанными с внутреннего рынка Японии. Однако так как с 1 января 2010 года ввозные пошлины на подержанные автомобили были подняты правительством РФ (а Toyota Rush (Daihatsu BeGo) лишь не так давно вошли в разряд «трехлетних автомобилей», которые выгодно растамаживать, то стоимость автомобиля Toyota Rush (Daihatsu BeGo) на вторичном рынке резко и достаточно ощутимо возросла, что отрицательно сказалось на популярности этого автомобиля в том числе и на Дальнем Востоке России. В результате спрос на данный автомобиль есть, но с левым рулём он официально в России не продаётся, а с правым рулём стал очень дорогим.
Размеры автомобиля: длина 3995 мм, ширина 1695 мм, высота 1705 мм. Колёсная база: 2580 мм.
Вес машины: 1150 кг (привод на задние колёса) или 1190 кг. (4WD-FullTime).
Привод: на задние(!) колеса или 4WD-FullTime.
Базовая цена машины в Японии: 1 млн. 600 тыс. иен. — 1 млн. 953 тыс. иен. ($13500-$16550).
Тормоза: передние — дисковые, задние — барабанные.
Подвеска: передняя — независимая, пружинная McPherson, со стабилизатором; задняя — зависимая, пружинная многорычажная, со стабилизатором (опция).
Трансмиссия может быть либо механической пятиступенчатой КП, либо четырёхступенчатым автоматом.
Полноприводная модификация Toyota Rush оснащается антипробуксовочной системой с самоблокирующимся дифференциалом LSD (Limited Slip Dfferential) в заднем мосту (это опция которая была доступна за дополнительную плату только на Toyota Rush 4WD), который равномерно распределяет вращающий момент между задними колёсами, а также системой курсовой устойчивости автомобиля VSC (Vehicle Stability Control). Также оснащён системами DAC и HAC, которые помогают трогаться и удерживаться на холмах и косогорах.
Полноприводная версия Rush доступна в восьми цветах кузова, включая новый титановый металлик Titanium Gray. Салон выполнен в спортивном стиле, в нём установлен автоматический кондиционер с ЖК-дисплеем и очищающая воздух технология Plasmacluster Ions, кресла выполнены из водоотталкивающей ткани. В пакет Active Winter Pack входят опции для холодной погоды – обогрев стёкол и зеркал, подогрев кресел и задние противотуманки.

## Второе поколение
В 2017 году в Индонезии состоялась официальная премьера Toyota Rush. Автомобиль построен на платформе компактвэна Daihatsu Xenia (он же Toyota Avanza), при этом сохранены рамная конструкция, задний привод и дорожный просвет 220 мм. Rush доступен с бензиновым двигателем 1,5 л мощностью 105 л. с., работающий в паре с -5-ступенчатой механической коробкой передач или 4-диапазонным «автоматом». Привод – задний. Rush оснащён системами ABS, курсовой устойчивости, распределения тормозных усилий, кондиционером, информационно-развлекательной системой с сенсорным дисплеем, люком с электроприводом и ассистентами парковки, запуск мотора осуществляется с кнопки.

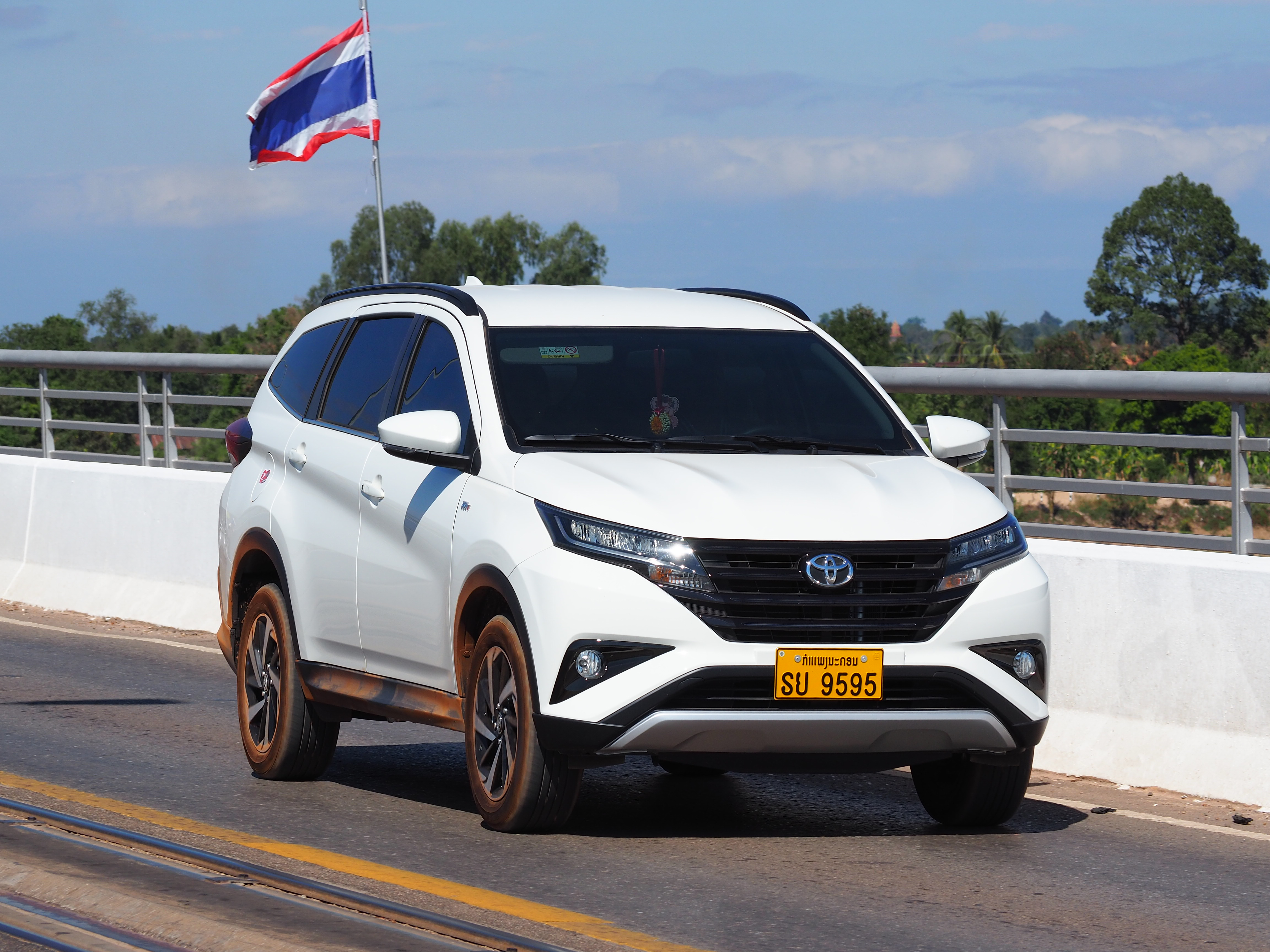
Toyota Rush (2-е поколение) 2018—настоящее время (пока еще вне производства)